# May (rivier)
De May is een rivier in de regio Kimberley in West-Australië.

## Geschiedenis
Ten tijde van de Europese kolonisatie leefden de Ongkarango en Warwa Aborigines langs de May.
De May werd tijdens een private expeditie in 1881 door een van de pioniers in de Kimberley, George Julius Brockman, benoemd. Hij vernoemde de rivier naar de kleindochter van John Septimus Roe, Mary Matilda (May) Thomson.

## Geografie
De May ontstaat waar de rivier de Lennard in twee armen splitst, net ten noorden van Mount Marmion. De andere rivierarm heet de Meda. De May stroomt in noordwestelijke richting verder, door de 'Poulton Pool', tot ze ten noordoosten van Derby in Stokes Bay in de King Sound uitmondt.
De rivier wordt onder meer door de rivier de Lennard en de Camiara Creek gevoed.

## Hydrografie
De rivieren May en Meda staan volgens onderzoek gepubliceerd in 2016 op enkele plaatsen met elkaar in verbinding, onder meer via aquifers.

## Fauna en flora
De noordelijke rivierhaai werd in de rivier aangetroffen. Na de regentijd kan er naar Barramundi en Cherabin gevist worden in de permanente waterpoelen.